# Brana
En física, una brana, o p-brana és un concepte matemàtic espacial estès que apareix en la teoria de cordes i en la teoria M i en cosmologia de branes, que existeix en un nombre estàtic de dimensions. El seu nom deriva de membrana.
La variable p es refereix al nombre de dimensions espacials de la brana. És a dir, una 0-brana és una partícula puntual zero dimensional, una 1-brana és una corda, que pot ser oberta o tancada, una 2-brana és una membrana, etc. Cada p-brana escombra una línia d'univers de dimensió (p+1) mentre es propaga per l'espaitemps.

## Descripció
La teoria de cordes era originàriament una teoria de dues branes anomenades cordes. Cap a mitjans dels anys 90, va semblar que la teoria es podria estendre per incloure-hi objectes de dimensions més altes. Aquests objectes són elements no pertorbatius de la teoria (cosa que significa que no apareixen en la teoria de la pertorbació).
A més de la corda fonamental (o F-string) de la teoria de cordes i el seu dual magnètic, la NS5-brana, el tipus de brana més important que hi ha són les D-branes. Diferents tipus de D branes apareixen en diferents teories. Fins i tot, 'nD branes per a n apareixen en la teoria de corda tipus II A, en què les p D branes senars apareixen en la teoria de cordes tipus II B.
Amb el desenvolupament de la teoria-M, aparegué una dimensió extra i la corda fonamental de la teoria de cordes es convertí en una membrana de dues dimensions anomenada M1-brana p (supermembrana). El seu dual magnètic és una M5-brana. Les diferents branes de la teoria de cordes es creu que estan relacionades amb les branes-M5 de dimensions més altes embolicades en diversos cicles.
La teoria-M diu que les cordes d'energia podrien créixer a membranes més grans o branes fins a la mida de l'univers. Arriba a exposar que aquestes cordes han de vibrar en més de tres dimensions (sis) més una altra dimensió, el temps.